# Пам'ятники Хмельницького
У сучасному Хмельницькому встановлено близько трьох десятків пам'ятників, меморіалів та пам'ятних знаків. З них 3 занесено до реєстру пам'яток монументального мистецтва національного значення, 5 — місцевого, 10 вважаються новоспорудженими об'єктами (див. Пам'ятки монументального мистецтва Хмельницького).
| Назва                                                       | Рік встановлення | Розташування | Фото | Короткі відомості |
| Жертвам Проскурівського погрому                             | 1925             | вул. Святослава Хороброго, біля будинку траурних подій                                                             |      | Під час Проскурівського погрому 1919 року загинуло більше 1600 осіб. У 1925 році на зібрані кошти було встановлено пам'ятник, що пережив другу світову війну, проте потребував реставрації, яку було здійснено у 2000—2001 роках стараннями організації «Хесед Бешт». Бронзові барельєфи виконані хмельницьким скульптором Костянтином Коржевим. |
| Жертвам репресій («Ангел Скорботи»)                         | 1998             | вул. Проскурівська, 61                                                                                             |      | Скульптори народні художники України Богдан Мазур, Микола Мазур, архітектор — В. Козубенко |
| Мюнхгаузену барону, скульптура-фонтан                       | 1970             | у подвір'ї будинку № 48 на вулиці Кам'янецькій                                                                     |      | Пам'ятник-фонтан літературному герою барону Мюнхгаузену з'явився у 1970 році. Автори — Григорій Мамона та Михайло Андрійчук, скульптор Валентина Ляшко. |
| Франкові Іванові                                            | 2007             | у парку Івана Франка                                                                                               |      | Пам'ятник-погруддя українському поетові, письменнику та мислителю Іванові Франку відкрито в серпні 2007 року. Автор — скульптор М. Лисенко. |
| Хмельницькому Богданові                                     | 1993             | біля обласної філармонії (перетин вулиць Кам'янецької та Героїв Маріуполя)                                         |      | Кінний пам'ятник українському гетьманові Богданові Хмельницькому встановлений 28 вересня 1993 року. Автори — скульптор В. Борисенко, архітектор М. Копил. |
| Хмельницькому Богданові                                     | 1955             | перед залізничним вокзалом на Привокзальній площі                                                                  |      | Перший історичний пам'ятник Богданові Хмельницькому був встановлений у 1955 році. Автори — народні художники України — скульптори — М. К. Вронський, О.Олійник; архітектори — Шетичинський, О.Сидоренко. |
| Хмельницькому Богданові                                     |                  | перед Національною академією Державної прикордонної служби України імені Богдана Хмельницького (вул. Шевченка, 46) |      | Автор погруддя Костянтин Олексійович Коржев |
| Хмельницькому Богданові                                     | 28 жовтня 2007   | на території Хмельницького інституту МАУП, проспект Миру                                                           |      | Пам'ятник розташований біля навчального корпусу Хмельницького інституту МАУП біля скульптурної галереї українських просвітителів |
| Чорноволові В'ячеславу                                      | 2007             | на вулиці Соборній                                                                                                 |      | Пам'ятник видатному українському політичному й громадському діячеві сучасності В'ячеславові Чорноволу відкрито в грудні 2007 року. Автори — Микола та Богдан Мазури. |
| Шевченкові Тарасу                                           | 1992             | в Парку імені Тараса Шевченка на вулиці Проскурівській, 40                                                         |      | Пам'ятник великому українському поету і мислителю Тарасові Шевченку було відкрито в 19 грудня 1992 року. Автори пам'ятника — українські скульптори І. Зноба (задум, проект) та народний художник України В. Зноба (втілення проекту) та архітектор В. Громихін.                                                                                  |
| Пам'ятник загиблим міліціонерам                             | 22 серпня 2002   | 49°26′2″ пн. ш. 26°59′32″ сх. д. / 49.43389° пн. ш. 26.99222° сх. д.                                               |      | Архітектор С. Коржов |
| Подолянам, полеглим в Афганістані та інших локальних війнах | 2002             | 49°25′18″ пн. ш. 26°58′59″ сх. д. / 49.421630° пн. ш. 26.983110° сх. д.                                            |      | Скульптор Микола Мазур |
| Віра, Надія, Любов                                          | 22 вересня 2011  | Майдан Незалежності                                                                                                |      | Автори проєкту: Микола Мазур, Богдан Мазур. |
| Народження України                                          | червень 2016     | 49°26′22″ пн. ш. 27°00′07″ сх. д. / 49.43944° пн. ш. 27.00194° сх. д.                                              |      | Пам'ятник у вигляді тризуба зі стрічками, що пронизує яєчну шкаралупу, встановлений на високому постаменті. Встановлений поблизу торговельного центру «Ріко» на проспекті Миру. Автор проекту Роман Пісковецький, скульптор Павло Вітвіцький. |
| Пам'ятник Героям Небесної Сотні                             | 24 серпня 2017   | На розі вулиць Соборної та Героїв Майдану                                                                          |      | Пам'ятник героям Небесної сотні, що загинули під час Революції гідності. Коштував міській владі 4,3 млн грн та був відкритий на День Незалежності 2017 року. Скульптори Микола Мазур та Роман Албул |
| Жертвам політичних репресій                                 | 23 серпня 2022   | Військове кладовище                                                                                                |      | Хрест виготовлений з металу, має висоту близько 4 метрів. В центрі хреста зображений тризуб в сонці. Також на ньому є зображення янголів. |

## Виноски
1. ↑  Пам'ятник Богдану Хмельницькому в місті Хмельницький (рос.)
2. ↑  Залізничний вокзал міста Хмельницький — Укрзалізниця. Архів оригіналу за 18 вересня 2010. Процитовано 2 квітня 2010.
3. ↑  «Пам'яті багато не буває». — «Персонал Плюс». — № 45 (248) 21 — 27 листопада 2007 року
4. ↑  Папонова В. Богдан Хмельницький та Леся Українка «сховалися» на проспекті Миру // Є-Поділля. 2 червня 2011 року. Архів оригіналу за 2 жовтня 2013. Процитовано 27 вересня 2013.
5. ↑  Пам'ятник жертвам політичних репресій освятили у Хмельницькому (ФОТО)